# Breitköpfige Zwergfledermaus
Die Breitköpfige Zwergfledermaus (Pipistrellus crassulus) ist ein im westlichen und zentralen Afrika verbreitetes Fledertier in der Gattung der Zwergfledermäuse. Sie wurde zeitweilig der Gattung Hypsugo zugerechnet. Die westliche Population wurde mit dem Epitheton bellieri beschrieben und gilt als Unterart oder Synonym. Eine zukünftige Anerkennung als Art ist möglich. Eine Datenbank listet die Breitköpfige Zwergfledermaus in der Gattung Nycticeinops.

## Merkmale
Die Exemplare sind mit Schwanz 70 bis 84 mm lang, die Schwanzlänge beträgt 25 bis 32 mm und das Gewicht variiert zwischen 4 und 8 g. Es kommen 28 bis 32 mm lange Unterarme, Hinterfüße von 5 bis 7,5 mm Länge, eine Flügelspannweite von 200 bis 220 mm und 9 bis 13 mm lange Ohren vor. Die westliche Population ist etwas größer als die Östliche. Der ganze Körper ist mit dunkelbraunem bis rotbraunem Fell bedeckt. Die Art hat schwarzbraune Flughäute und der Schwanz ist im Prinzip ganz in die Schwanzflughaut eingeschlossen. Wie aus dem Namen erkenntlich, hat diese Fledermaus einen breiten Schädel. Die 34 Zähne verteilen sich nach der Zahnformel I 2/3, C 1/1, P 2/2, M 3/3. Dabei bleibt einer der fünf oberen Backenzähne pro Seite unsichtbar. Die inneren oberen Schneidezähne besitzen zwei Höcker.

## Verbreitung und Lebensweise
Die westliche Population bewohnt Liberia, den Süden Guineas und die südliche Elfenbeinküste. In Zentralafrika kommt die Breitköpfige Zwergfledermaus vom südlichen Kamerun bis in den Süden von Südsudan und den Westen von Uganda sowie bis in die zentrale Demokratische Republik Kongo und das nördliche Angola vor. Die Tiere halten sich vorwiegend im Flachland auf. Sie halten sich in tropischen Wäldern auf, die feucht oder trocken sein können.
Die Flüge zur Nahrungssuche finden meist im dichten Unterwuchs oder in den Baumkronen bis 20 Meter Höhe statt. Trächtige Weibchen mit einem Embryo und paarungsbereite Exemplare sind aus unterschiedlichen Monaten bekannt. Andere Zwergfledermäuse jagen unterschiedliche Insekten.

## Gefährdung
Es sind keine Bedrohungen für den Bestand bekannt. Trotz seltener Funde scheint die Gesamtpopulation groß zu sein. Die IUCN listet die Breitköpfige Zwergfledermaus als nicht gefährdet (least concern).